# ألفرد ريد (ملحن)
ألفرد ريد (بالإنجليزية: Alfred Reed)‏ هو عالم موسيقى وملحن أمريكي، ولد في 25 يناير 1921 في نيويورك في الولايات المتحدة، وتوفي في 17 سبتمبر 2005 في ميامي في الولايات المتحدة.

## وصلات خارجية
- ألفرد ريد على موقع ميوزك برينز (الإنجليزية)
- ألفرد ريد على موقع إن إن دي بي (الإنجليزية)
- ألفرد ريد على موقع ديسكوغز (الإنجليزية)